# ليزيو
ليزيو (بالفرنسية: Lisieux)‏ أو لزاو أو لزاوش  بلدة فرنسية تقع شمال غرب فرنسا في منطقة نورمندي بمقاطعة كالفادوس وهي ثاني أكبر مدن كالفادوس من حيث عدد السكان في منطقة العاصمة (45065 نسمة)، وهي أيضا ثاني أكبر دائرة في المنطقة. اسم هذه المدينة مشتق من اللغة اللاتينية.
ومن أشهر من سكنوا هذه المدينة القديسة تريزا مارتين التي لقبت تريزا الطفل يسوع وقد توفيت فيها في الدير الكرملية وقد طوبت في عام 1925 بايم تيريز دو ليزيو، كما زار هذه المدينة يوحنا بولس الثاني بابا الفاتيكان في عام 1980 وأيضا البابا بيوس الثاني عشر قد زارها في عام 1937 قبل أن يصبح بابا وكان وقتها مندوب باباوي.
وقد خلفت في الحرب العالمية الثانية مقتل 800 شخص من الضخايا وأيضا تدمير ثلث المدينة في عام 1944 من قصف الحلفاء وقد تم التحرير من قبل قوات الحلفاء بعد ذلك.

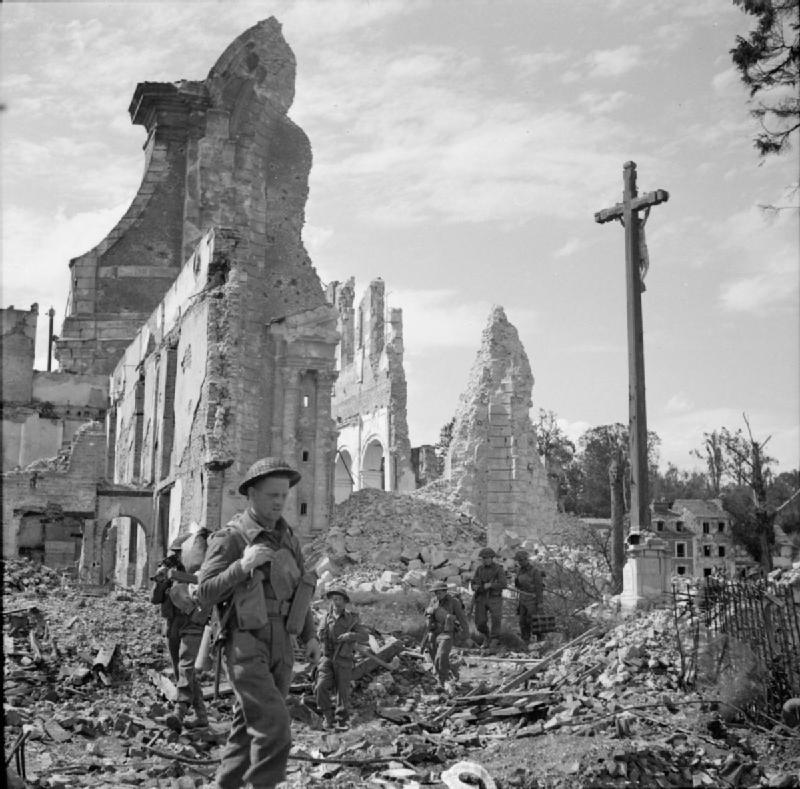
ليزيو خلال الحرب العالمية الثانية

## توأمة
لليزيو اتفاقيات توأمة مع كل من:
- سان جيروم
- تونتون
- سان جورجس
- Mogliano Veneto [الإنجليزية]‏

## أعلام
- مارين جوهانس
- سيزار رومينسكي
- بيير يوجين مينتري
- نيكول أورسمه
- سيباستيان لوكلير
- تييري مورو
- نيكولا باتوم
- كلودين دوبويه
- توماس هورتو
- تيريز دو ليزيو